# Afrotridactylus meridianus
Afrotridactylus meridianus är en insektsart som beskrevs av Günther, K.K. 1994. Afrotridactylus meridianus ingår i släktet Afrotridactylus och familjen Tridactylidae. Inga underarter finns listade i Catalogue of Life.